# Вибори до II Державної Думи Росії
Вибори до II Державної Думи Російської імперії — вибори у вищий законодавчий орган (Держдуми) Російської імперії, що проходили в січні 1907 року, під час першої російської революції.

## Передісторія

### I Державна дума та її діяльність
Після виборів I Держдума розпочала свою діяльність. Центральним питанням Державної думи було аграрне. Кадети висунули ідею «примусового відчуження поміщицької землі. 8 травня вони внесли в Державну думу законопроєкт за підписом 42 депутатів („проєкт 42-х“), який пропонував додаткове наділення селян землею за рахунок казенних, монастирських, церковних, питомих і кабинетских земель, а також часткове відчуження поміщицької землі за викуп „за справедливою оцінкою“.
Визнавши за Державною думою законодавчі права, царський уряд прагнув усіляко обмежити їх.
Маніфестом від 20 лютого 1906 року вища законодвча установа Російської імперії Державний рада (існувала у 1810-1917 роках) була перетворена у другу законодавчу палату з правом вето на рішення Державної думи; роз'яснювалося, що Державна дума не має права змінювати основні державні закони.
З ведення Державної думи вилучалася значна частина державного бюджету. Згідно нової редакції основних державних законів 23 квітня 1906 року), імператор зберігав всю повноту влади щодо управління країною через відповідальність лише перед ним міністерство, керівництво зовнішньою політикою, управління армією і флотом; міг видавати в перерві між сесіями закони, які потім лише формально затверджувалися Державної думою.
Уряд відкинув програму кадетів, висловлену у формі побажання часткової політичної амністії, створення „відповідального перед Державною думою уряду“, розширення виборчих прав і свобод інших, збільшення селянського землеволодіння тощо. В комісіях Державної думи йшла робота над законопроєктами про скасування смертної кари, про недоторканність особи, свободу совісті, зборів тощо.
Уряд на засіданні 7-8 червня ухвалив рішення розпустити Державну думу у випадку нагнітання напруженості навколо аграрного питання.
8 червня 33 депутати внесли ще один проєкт Основного земельного закону, в основу якого були покладені погляди есерів, вимагав негайного знищення приватної власності на землю та переходу її в загальнонародне надбання (т. зв. соціалізація землі). Державна дума відмовилася обговорювати „проєкт 33-х“, як „ведучий до чорного переділу“.
В цілому за 72 дні своєї роботи перша Дума схвалила лише два законопроєкти: про скасування смертної кари (ініційований депутатами з порушенням процедури) та про асигнування 15 млн рублів на допомогу постраждалим від неврожаю, внесений урядом. Інші проєкти до постатейного обговорення не дійшли.

### Розпуск I Держдуми і нові спалахи революції
Указом 8 липня Державна Дума була розпущена, а Маніфестом 9 липня подібну дію було аргументовано тим, що „виборані від населення, замість роботи будівництва законодавчого, ухилилися в неприналежні їм області“, одночасно на Державну Думу покладалася відповідальність за минулі селянські виступи.
Всі центральні видання опублікували Іменні Високі укази:
|  | «Урядовому Сенату: На підставі статті 105-го зводу основних державних законів, видання 1906 року, наказуємо: Державну Думу розпустити, з призначенням часу скликання новообраної Думи на 20-е лютого 1907 року. Про час виробництва нових виборів до Державної Думи послідує від Нас спеціальна вказівка. Урядовий сенат не залишить вчинити до виконання цього належне розпорядження. На справжньому власною Його Імператорської Величності рукою підписано: „МИКОЛА“ У Петергофі 8-го липня 1906 року. |

Реагуючи на прохання голови Ради Міністрів, члена Державної Ради, сенатора, дійсного таємного радника Горемикіна — Всемилостиво звільняємо його від займаної посади голови Ради Міністрів, із залишенням членом Державної Ради і званням сенатора. Міністру Внутрішніх справ, Нашого Двору у званні камергера, дійсному статському раднику Столипіну — Всемилостиво наказуємо бути головою Ради Міністрів, із залишенням його на посаді міністра внутрішніх справ і в придворному званні».
Для вироблення звернення до народу в знак протесту проти дострокового розпуску парламенту 9 липня 1906 року, починаючи з полудня, в місті Виборг стали прибувати члени Державної Думи. До вечора всі готелі в місті були переповнені. Разом з депутатами прибула маса сторонніх осіб. В 23.00 відкрилося нараду прибули депутатів. Головував С. А. Муромцев (кадет).
Всіх депутатів на засіданні брало участь 185 осіб. Були відсутні у нараді представники правого парламентського крила і польського кола. Двері для представників печатки були закриті.
Результатом наради стала так звана «Виборзька відозва»:
|  | «Громадяни всієї Росії! Указом 8-го липня Державна Дума розпущена. Коли ви обирали нас своїми представниками, ви доручали нам домагатися землі і волі. Виконуючи ваше доручення і наш борг, ми складали закони для забезпечення народу свободу, ми вимагали видалення безвідповідальних міністрів, які, безкарно порушуючи закони, придушували свободу; але, перш за все, ми хотіли видати закон про наділення землею трудового селянства шляхом звернення на цей предмет земель казенних, питомих, кабінетних, монастирських, церковних і примусового характеру відчуження земель приватновласницьких. Уряд визнав такий закон неприпустимим, а коли Дума ще раз наполегливо підтвердила своє рішення про примусове відчуження, був оголошений розпуск народних представників. Замість нинішньої Думи Уряд обіцяє скликати іншу через сім місяців. Цілих сім місяців Росія повинна залишатися без народних представників в такий час, коли народ знаходиться на краю розорення, промисловість і торгівля підірвані. Коли вся країна охоплена хвилюванням і коли міністерство остаточно довело свою нездатність задовольнити потреба народу. Цілих сім місяців уряд буде діяти з власної волі і буде боротися з народним рухом, щоб отримати слухняну, догідливу Думу, а якщо йому вдасться зовсім задавити народний рух, воно не збере ніякої Думи. Громадяни! Стійте міцно за зневажені права народного представництва, стійте за Державну Думу. Жодного дня Росія не повинна залишатися без народного представництва. У вас є спосіб домогтися цього: Уряд не має права без згоди народного представництва ні збирати податки з народу, ні закликати народ на військову службу. А тому тепер, коли уряд розпустив Державну Думу, ви маєте право не давати йому ні солдат, ні грошей. Якщо ж уряд, щоб добути собі засоби, стане робити позики, то такі позики, укладені без згоди народного представництва, відтепер недійсні, і російський народ ніколи їх не визнає і платити по ним не буде. Отже, до скликання народного представництва не давайте ні копійки в казну, жодного солдата в армію. Будьте тверді у своєму відмову, стійте за свої права все, як один чоловік. Перед єдиною та непохитною волею народу ніяка сила встояти не може. Громадяни! У цій вимушеній, але неминучій боротьбі, ваші виборні люди будуть з вами». |

Під «Виборзькою відозвою» поставили підпис 169 осіб. Ще 55 осіб зробили це пізніше, в Петербурзі. Оскільки авторами оригінального тексту відозви вони не були, то їх не притягали до судової відповідальності.
Звістка про розпуск Державної Думи і запровадження надзвичайної охорони рознеслася по Петербургу рано вранці, а до 2-ї години дня про це говорив вже весь Петербург. Усюди, всіма верствами населення обговорювалося і тлумачилося на всі лади питання дня.
До 12-ї години дня номер «Урядового Вісника», в якому з'явився указ про розпуск Думи, продавався по 3 рублі.
Офіційна «Росія» так прокоментувала розпуск Думи: «Щоб врятувати народне представництво і зробити його працездатною та життєвою установою в колі законодавчих установ імперії, Верховної влади не залишалося іншого шляху, як визнати нинішній склад Думи нездатним до законодавчої роботи».

## Вибори до II Державної думи Російської імперії

### Вибори
II Державна дума Російської імперії проіснувала з 20 лютого по 2 липня 1907 року.
Вибори до II Державної Думи проходили за тими ж правилам, що й у Перша Дума (багатоступеневі вибори за куріями). При цьому сама виборча кампанія проходила на тлі хоча і затухаючої, але триваючої революції: «заворушення на аграрній ґрунті» у липні 1906 року охопили 32 губернії Росії, а в серпні 1906 р. селянськими заворушеннями було охоплено 50 % повітів Європейської Росії.
Протягом 8 місяців революція була подавлена. За Законом від 5 жовтня 1906 року селяни були зрівняні в правах з рештою населення країни. Другий Земельний Закон від 9 листопада 1906 року дозволяв кожному селянинові в будь-який момент вимагати належну йому частку общинної землі.
За «сенатським роз'ясненнями» виборчого закону (січень — лютий 1907 року) від виборів в Думу була усунена частина робітників і дрібних землевласників.
Відкриття ІІ Державної Думи відбулося 20 лютого 1907 року. Головою Думи став обраний від Московської губернії правий кадет Федір Олександрович Головін.
Будь-яким шляхом уряд прагнув забезпечити прийнятний для себе склад Думи: від виборів відсторонялися селяни, які не є домогосподарями, по міській курії не могли обиратися робітники, навіть якщо вони мали необхідний законом квартирний ценз, і т. д.
Двічі за ініціативою П. А. Столипіна в Раді міністрів обговорювалося питання про зміну виборчого законодавства (8 липня і 7 вересня 1906 року), але члени уряду прийшли до висновку про недоцільність такого кроку, оскільки він був пов'язаний з порушенням Основних законів і міг спричинити загострення революційної боротьби.
Урочистий молебень на честь відкриття засідань II Державної думи відбувся 20 лютого 1907 року.
На цей раз у виборах брали участь представники партійного спектру, в тому числі і крайні ліві. Боролося загалом, чотири течії:
* праві, що стоять за зміцнення самодержавства; * октябристи, що прийняли програму П.Столипіна; * кадети;
*лівий блок, який об'єднав соціал-демократів, есерів та інші соціалістичні групи.
Влаштовувалося багато гучних передвиборних зборів з «диспутами» між кадетами, соціалістами і октябристами. І все ж виборча кампанія мала інший характер, ніж при виборах в Першу Думу. Тоді ніхто не захищав уряд. Тепер же боротьба йшла всередині суспільства між виборчими блоками партій.

## Підсумки виборів
Підсумки виборів до II Державної думи дуже відрізнялися від підсумків виборів у I Держдуми. Це наочно показує таблиця:
| Партія             | I Дума   | II Дума |
| ------------------ | -------- | ------- |
| РСДРП              | (10)     | 65      |
| Есери              | -        | 37      |
| Народні соціалісти | -        | 16      |
| Трудовики          | 107 (97) | 104     |
| Прогресивна партія | 60       | -       |
| Кадети             | 161      | 98      |
| Автономісти        | 70       | 76      |
| Октябристи         | 13       | 54      |
| Націоналісти       | -        | -       |
| Праві              | -        | -       |
| Безпартійні        | 100      | 50      |